# Noruega en el Festival de la Canción de Eurovisión
Noruega debutó en el Festival de la Canción de Eurovisión en 1960, y desde entonces solo ha faltado dos veces: en 1970, cuando boicotearon el festival debido a la reestructuración de la votación, y en 2002, cuando no se clasificaron.
Noruega ha ganado el festival tres veces, en 1985 con la interpretación de Bobbysocks y la canción "La Det Swinge", en 1995 con Secret Garden y la canción, inspirada por la cultura celta y más bien musical, «Nocturne» (La canción generó que se cambiaran las letras debido a la falta de las mismas en ella), y en 2009 junto con Alexander Rybak y su canción «Fairytale», logrando la mayor puntuación en la historia del Festival de la Canción de Eurovisión con 387 puntos.
A pesar de estos éxitos, el país también tiene la distinción de tener la mayor cantidad de cero puntos en la historia, con cuatro veces. También han terminado en última posición doce veces, lo cual es un récord.
Hasta su primera victoria en 1985, Noruega luchó por ganar reconocimiento entre sus comparsas europeos, terminando en último lugar seis veces. Desde entonces, el país ha tenido resultados mezclados; bajos lugares a principios de los noventa seguidos por una serie de canciones entre los mejores diez, terminando en la victoria de 1995.
Desde la introducción de la ronda semifinal en el 2004, uno de los mejores resultados del país ha sido en el 2005, por la banda de glam metal Wig Wam y su canción «In My Dreams». La interpretación que incluía una coreografía y disfraces exuberantes, se volvió un favorito del público y le ganó un lugar entre los primeros diez, calificando automáticamente para la final en el siguiente año. El festival del 2008 ha sido el más exitoso para los noruegos. Consiguieron 182 puntos en la final, nunca antes el país había obtenido tantos, ni siquiera en las ediciones en las que ganaron. Ocupando un cuarto puesto en la semifinal y un quinto en la final, en las ediciones anteriores ningún país que ocupaba la quinta posición había estado tan cerca de los 190 puntos, votos que en años anteriores serían los que un país ganador hubiera conseguido, ni siquiera se habían llegado a los 180, las máximas puntuaciones que ha conseguido un país en la quinta posición fueron: Suecia (eurovisión 2004, 2006; 170 puntos) y Chipre (eurovisión 2004, al igual que Suecia 170 puntos). Esto ha supuesto por tanto un nuevo récord, ser el país más laureado en la quinta posición. En 2009 junto con Alexander Rybak y su canción «Fairytale» se consiguió una puntuación récord en el Festival quedando primero en la final y semifinal. Tanto en 2010 (puesto 20, siendo los anfitriones), 2011 (no clasificarse a la final con el puesto 17 siendo unos de los favoritos según las apuestas) y en 2012 (último en la final tras clasificarse a ésta por los pelos) fueron malos años para el país. Al parecer, en 2013 y 2014 sus resultados van en mejora con puesto 4 y 8 respectivamente en la final siendo grandes favoritos antes de las galas televisadas. Repetiría el octavo lugar en 2015 con 102 puntos de «A Monster Like Me». Para el 2016 a pesar de las expectativas no logró el pase a la final con «Icebreaker».
En un total de 26 veces, Noruega ha quedado dentro del TOP-10 en una gran final.

## Participaciones
Leyenda
     Ganador
     Segundo puesto
     Tercer puesto
     Cuarto o quinto puesto (Top 5)
     Último puesto
| Año                  | Sede       | Artista                                     | Canción                            | Final              | Pts.               | Semifinal                   | Pts.                        |
| -------------------- | ---------- | ------------------------------------------- | ---------------------------------- | ------------------ | ------------------ | --------------------------- | --------------------------- |
| 1960                 | Londres    | Nora Brockstedt                             | «Voi voi»                          | 4                  | 11                 | No hubo semifinales         | No hubo semifinales         |
| 1961                 | Cannes     | Nora Brockstedt                             | «Sommer i Palma»                   | 7                  | 10                 | No hubo semifinales         | No hubo semifinales         |
| 1962                 | Luxemburgo | Inger Jacobsen                              | «Kom sol, kom regn»                | 10                 | 2                  | No hubo semifinales         | No hubo semifinales         |
| 1963                 | Londres    | Anita Thallaug                              | «Solvherv»                         | 13                 | 0                  | No hubo semifinales         | No hubo semifinales         |
| 1964                 | Copenhague | Arne Bendiksen                              | «Spiral»                           | 8                  | 6                  | No hubo semifinales         | No hubo semifinales         |
| 1965                 | Nápoles    | Kirsti Sparboe                              | «Karusell»                         | 13                 | 1                  | No hubo semifinales         | No hubo semifinales         |
| 1966                 | Luxemburgo | Åse Kleveland                               | «Intet er nytt under solen»        | 3                  | 15                 | No hubo semifinales         | No hubo semifinales         |
| 1967                 | Viena      | Kirsti Sparboe                              | «Dukkemann»                        | 14                 | 2                  | No hubo semifinales         | No hubo semifinales         |
| 1968                 | Londres    | Odd Børre                                   | «Stress»                           | 13                 | 2                  | No hubo semifinales         | No hubo semifinales         |
| 1969                 | Madrid     | Kirsti Sparboe                              | «Oj, oj, oj, så glad jeg skal bli» | 16                 | 1                  | No hubo semifinales         | No hubo semifinales         |
| No participó en 1970 |            |                                             |                                    |                    |                    |                             |                             |
| 1971                 | Dublín     | Hanne Krogh                                 | «Lykken er»                        | 17                 | 65                 | No hubo semifinales         | No hubo semifinales         |
| 1972                 | Edimburgo  | Grethe Kausland y Benny Borg                | «Småting»                          | 14                 | 73                 |                             |                             |
| 1973                 | Luxemburgo | Bendik Singers                              | «It's just a game»                 | 7                  | 89                 |                             |                             |
| 1974                 | Brighton   | Anne-Karine Strøm                           | «The first day of love»            | 15                 | 3                  |                             |                             |
| 1975                 | Estocolmo  | Ellen Nikolaysen                            | «Touch my life (with summer)»      | 18                 | 11                 |                             |                             |
| 1976                 | La Haya    | Anne-Karine Strøm                           | «Mata Hari»                        | 18                 | 7                  |                             |                             |
| 1977                 | Londres    | Anita Skorgan                               | «Casanova»                         | 14                 | 18                 |                             |                             |
| 1978                 | París      | Jahn Teigen                                 | «Mil etter mil»                    | 20                 | 0                  |                             |                             |
| 1979                 | Jerusalén  | Anita Skorgan                               | «Oliver»                           | 11                 | 57                 |                             |                             |
| 1980                 | La Haya    | Sverre Kjelsberg y Mattis Hætta             | «Sámiid ædnan»                     | 16                 | 15                 |                             |                             |
| 1981                 | Dublín     | Finn Kalvik                                 | «Aldri i livet»                    | 20                 | 0                  |                             |                             |
| 1982                 | Harrogate  | Jahn Teigen y Anita Skorgan                 | «Adieu»                            | 12                 | 40                 |                             |                             |
| 1983                 | Múnich     | Jahn Teigen                                 | «Do re mi»                         | 10                 | 53                 |                             |                             |
| 1984                 | Luxemburgo | Dollie de Luxe                              | «Lenge leve livet»                 | 17                 | 29                 |                             |                             |
| 1985                 | Gotemburgo | Bobbysocks                                  | «La det swinge»                    | 1                  | 123                |                             |                             |
| 1986                 | Bergen     | Ketil Stokkan                               | «Romeo»                            | 12                 | 44                 |                             |                             |
| 1987                 | Bruselas   | Kate Gulbrandsen                            | «Mitt liv»                         | 9                  | 65                 |                             |                             |
| 1988                 | Dublín     | Karoline Krüger                             | «For vår jord»                     | 5                  | 88                 |                             |                             |
| 1989                 | Lausanne   | Britt-Synnøve Johansen                      | «Venners nærhet»                   | 17                 | 30                 |                             |                             |
| 1990                 | Zagreb     | Ketil Stokkan                               | «Brandenburger tor»                | 21                 | 8                  |                             |                             |
| 1991                 | Roma       | Just 4 Fun                                  | «Mrs. Thompson»                    | 17                 | 14                 |                             |                             |
| 1992                 | Malmö      | Merethe Trøan                               | «Visjoner»                         | 18                 | 23                 |                             |                             |
| 1993                 | Millstreet | Silje Vige                                  | «Alle mine tankar»                 | 5                  | 120                | Kvalifikacija za Millstreet | Kvalifikacija za Millstreet |
| 1994                 | Dublín     | Elisabeth Andreassen y Jan Werner Danielsen | «Duett»                            | 6                  | 76                 | No hubo semifinales         | No hubo semifinales         |
| 1995                 | Dublín     | Secret Garden                               | «Nocturne»                         | 1                  | 148                | No hubo semifinales         | No hubo semifinales         |
| 1996                 | Oslo       | Elisabeth Andreassen                        | «I evighet»                        | 2                  | 114                | País anfitrión              | País anfitrión              |
| 1997                 | Dublín     | Tor Endresen                                | «San Francisco»                    | 24                 | 0                  | No hubo semifinales         | No hubo semifinales         |
| 1998                 | Birmingham | Lars A. Fredriksen                          | «Alltid sommer»                    | 8                  | 79                 | No hubo semifinales         | No hubo semifinales         |
| 1999                 | Jerusalén  | Stig van Eijk                               | «Living my life without you»       | 14                 | 35                 | No hubo semifinales         | No hubo semifinales         |
| 2000                 | Estocolmo  | Charmed                                     | «My heart goes boom»               | 11                 | 57                 | No hubo semifinales         | No hubo semifinales         |
| 2001                 | Copenhague | Haldor Lægreid                              | «On my own»                        | 22                 | 3                  | No hubo semifinales         | No hubo semifinales         |
| No participó en 2002 |            |                                             |                                    |                    |                    |                             |                             |
| 2003                 | Riga       | Jostein Hasselgård                          | «I'm not afraid to move on»        | 4                  | 123                | No hubo semifinales         | No hubo semifinales         |
| 2004                 | Estambul   | Knut Anders Sørum                           | «High»                             | 24                 | 3                  | Top 11 del año anterior     | Top 11 del año anterior     |
| 2005                 | Kiev       | Wig Wam                                     | «In my dreams»                     | 9                  | 125                | 6                           | 164                         |
| 2006                 | Atenas     | Christine Guldbrandsen                      | «Alvedansen»                       | 14                 | 36                 | Top 11 del año anterior     | Top 11 del año anterior     |
| 2007                 | Helsinki   | Guri Schanke                                | «Ven a bailar conmigo»             | No se clasificó    | No se clasificó    | 18                          | 48                          |
| 2008                 | Belgrado   | Maria                                       | «Hold on, be strong»               | 5                  | 182                | 4                           | 106                         |
| 2009                 | Moscú      | Alexander Rybak                             | «Fairytale»                        | 1                  | 387                | 1                           | 173                         |
| 2010                 | Oslo       | Didrik Solli-Tangen                         | «My heart is yours»                | 20                 | 35                 | País anfitrión              | País anfitrión              |
| 2011                 | Düsseldorf | Stella Mwangi                               | «Haba Haba»                        | No se clasificó    | No se clasificó    | 17                          | 30                          |
| 2012                 | Bakú       | Tooji                                       | «Stay»                             | 26                 | 7                  | 10                          | 45                          |
| 2013                 | Malmö      | Margaret Berger                             | «I feed you my love»               | 4                  | 191                | 3                           | 120                         |
| 2014                 | Copenhague | Carl Espen                                  | «Silent storm»                     | 8                  | 88                 | 6                           | 77                          |
| 2015                 | Viena      | Mørland y Debrah Scarlett                   | «A monster like me»                | 8                  | 102                | 4                           | 123                         |
| 2016                 | Estocolmo  | Agnete                                      | «Icebreaker»                       | No se clasificó    | No se clasificó    | 13                          | 63                          |
| 2017                 | Kiev       | Jowst y Aleksander Walmann                  | «Grab the moment»                  | 10                 | 158                | 5                           | 189                         |
| 2018                 | Lisboa     | Alexander Rybak                             | «That's how you write a song»      | 15                 | 144                | 1                           | 266                         |
| 2019                 | Tel Aviv   | KEiiNO                                      | «Spirit in the sky»                | 6                  | 331                | 7                           | 210                         |
| 2020                 | Róterdam   | Ulrikke                                     | «Attention»                        | Festival cancelado | Festival cancelado | Festival cancelado          | Festival cancelado          |
| 2021                 | Róterdam   | Tix                                         | «Fallen angel»                     | 18                 | 75                 | 10                          | 115                         |
| 2022                 | Turín      | Subwoolfer                                  | «Give that wolf a banana»          | 10                 | 182                | 6                           | 177                         |
| 2023                 | Liverpool  | Alessandra Mele                             | «Queen of Kings»                   | 5                  | 268                | 6                           | 102                         |
| 2024                 | Malmö      | Gåte                                        | «Ulveham»                          | 25                 | 16                 | 10                          | 43                          |
| 2025                 | Basilea    | Kyle Alessandro                             | «Lighter»                          | 18                 | 89                 | 8                           | 82                          |

## Festivales organizados en Noruega
| Edición                                   | Ciudad sede | Localización  | Presentandores                               |
| ----------------------------------------- | ----------- | ------------- | -------------------------------------------- |
| Festival de la Canción de Eurovisión 1986 | Bergen      | Grieghallen   | Åse Kleveland                                |
| Festival de la Canción de Eurovisión 1996 | Oslo        | Spektrum      | Ingvild Bryn y Morten Harket                 |
| Festival de la Canción de Eurovisión 2010 | Bærum       | Telenor Arena | Nadia Hasnaoui, Haddy N'jie y Erik Solbakken |

## Votación de Noruega
Hasta 2025, la votación de Noruega ha sido:
| Más puntos otorgados solo en la gran final | Más puntos otorgados solo en la gran final | Más puntos otorgados solo en la gran final |
| Pos.                                       | País                                       | Puntos                                     |
| ------------------------------------------ | ------------------------------------------ | ------------------------------------------ |
| 1                                          | Suecia                                     | 452                                        |
| 2                                          | Dinamarca                                  | 221                                        |
| 3                                          | Francia                                    | 202                                        |
| 4                                          | Reino Unido                                | 182                                        |
| 5                                          | Irlanda                                    | 174                                        |

| Más puntos otorgados en semifinales y final | Más puntos otorgados en semifinales y final | Más puntos otorgados en semifinales y final |
| Pos.                                        | País                                        | Puntos                                      |
| ------------------------------------------- | ------------------------------------------- | ------------------------------------------- |
| 1                                           | Suecia                                      | 584                                         |
| 2                                           | Dinamarca                                   | 324                                         |
| 3                                           | Países Bajos                                | 233                                         |
| 4                                           | Finlandia                                   | 231                                         |
| 5                                           | Israel                                      | 228                                         |

| Más puntos recibidos solo en la final | Más puntos recibidos solo en la final | Más puntos recibidos solo en la final |
| Pos.                                  | País                                  | Puntos                                |
| ------------------------------------- | ------------------------------------- | ------------------------------------- |
| 1                                     | Suecia                                | 271                                   |
| 2                                     | Dinamarca                             | 209                                   |
| 3                                     | Islandia                              | 196                                   |
| 4                                     | Irlanda                               | 180                                   |
| 5                                     | Finlandia                             | 167                                   |

| Más puntos recibidos en semifinales y final | Más puntos recibidos en semifinales y final | Más puntos recibidos en semifinales y final |
| Pos.                                        | País                                        | Puntos                                      |
| ------------------------------------------- | ------------------------------------------- | ------------------------------------------- |
| 1                                           | Suecia                                      | 381                                         |
| 2                                           | Dinamarca                                   | 337                                         |
| 3                                           | Islandia                                    | 279                                         |
| 4                                           | Países Bajos                                | 257                                         |
| 5                                           | Irlanda                                     | 251                                         |

## 12 puntos
- Noruega ha dado 12 puntos a:

### Final (1975 - 2003)
| Año  | País         | Año  | País       | Año  | País        | Año  | País      | Año                  | País                 |
| ---- | ------------ | ---- | ---------- | ---- | ----------- | ---- | --------- | -------------------- | -------------------- |
| 1975 | Países Bajos | 1981 | Suiza      | 1987 | Yugoslavia  | 1993 | Irlanda   | 1999                 | Suecia               |
| 1976 | Reino Unido  | 1982 | Chipre     | 1988 | Suecia      | 1994 | Irlanda   | 2000                 | Letonia              |
| 1977 | Irlanda      | 1983 | Suecia     | 1989 | Reino Unido | 1995 | Dinamarca | 2001                 | Dinamarca            |
| 1978 | Irlanda      | 1984 | Dinamarca  | 1990 | Francia     | 1996 | Portugal  | No participó en 2002 | No participó en 2002 |
| 1979 | Israel       | 1985 | Suecia     | 1991 | Francia     | 1997 | Francia   | 2003                 | Islandia             |
| 1980 | Irlanda      | 1986 | Luxemburgo | 1992 | Italia      | 1998 | Malta     |                      |                      |

| Año  | País                 | Año  | País      |
| ---- | -------------------- | ---- | --------- |
| 2004 | Bosnia y Herzegovina | 2010 | Suecia    |
| 2005 | Dinamarca            | 2011 | Finlandia |
| 2006 | Bosnia y Herzegovina | 2012 | Suecia    |
| 2007 | Islandia             | 2013 | Malta     |
| 2008 | Bosnia y Herzegovina | 2014 | Finlandia |
| 2009 | Dinamarca            | 2015 | Suecia    |

| Año  | Jurado     | Televoto  |
| ---- | ---------- | --------- |
| 2016 | Australia  | Lituania  |
| 2017 | Bulgaria   | Bulgaria  |
| 2018 | Suecia     | Dinamarca |
| 2019 | Suecia     | Lituania  |
| 2021 | Malta      | Lituania  |
| 2022 | Grecia     | Grecia    |
| 2023 | Sin jurado | Finlandia |
| 2024 | Sin jurado | Israel    |
| 2025 | Sin jurado | Suecia    |

| Año  | País      | Año  | País         |
| ---- | --------- | ---- | ------------ |
| 2004 | Suecia    | 2010 | Alemania     |
| 2005 | Dinamarca | 2011 | Finlandia    |
| 2006 | Finlandia | 2012 | Suecia       |
| 2007 | Suecia    | 2013 | Suecia       |
| 2008 | Dinamarca | 2014 | Países Bajos |
| 2009 | Islandia  | 2015 | Suecia       |

| Año  | Jurado          | Televoto  |
| ---- | --------------- | --------- |
| 2016 | Italia          | Lituania  |
| 2017 | Bulgaria        | Portugal  |
| 2018 | Alemania        | Lituania  |
| 2019 | República Checa | Suecia    |
| 2021 | Malta           | Lituania  |
| 2022 | Grecia          | Ucrania   |
| 2023 | Finlandia       | Finlandia |
| 2024 | Suiza           | Croacia   |
| 2025 | Austria         | Suecia    |

## Galería de imágenes
|                                     |
| Inger Jacobsen en Luxemburgo (1962) |

|                                  |
| Kirsti Sparboe en Nápoles (1965) |

|                                     |
| Anne-Karine Strøm en La Haya (1976) |

|                                 |
| Bobbysocks en Gothenburg (1985) |

|                                 |
| Guri Schanke en Helsinki (2007) |

|                                          |
| Maria Haukaas Storeng en Belgrado (2008) |

|                                                                                    |
| Alexander Rybak ganador en el año 2009 con 387 puntos, récord de puntos hasta 2016 |

|                                    |
| Didrik Solli-Tangen en Oslo (2010) |

|                                    |
| Stella Mwangi en Düsseldorf (2011) |

|                                 |
| Margaret Berger en Malmö (2013) |

|                                 |
| Carl Espen en Copenhagen (2014) |

|                                            |
| Mørland & Debrah Scarlett en Vienna (2015) |

|                            |
| Agnete en Estocolmo (2016) |

|                      |
| JOWST en Kiev (2017) |

|                                  |
| Alexander Rybak en Lisboa (2018) |

|                           |
| KEiiNO en Tel Aviv (2019) |

|                         |
| Tix en Rotterdam (2021) |

|                            |
| Subwoolfer en Turín (2022) |

|                                     |
| Alessandra Mele en Liverpool (2023) |

|                      |
| Gåte en Malmö (2024) |